# Benjamín Solari Parravicini
Benjamín Solari Parravicini (n. 8 august 1898, Buenos Aires - d. 13 decembrie 1974, Buenos Aires) a fost un pictor argentinian și sculptor. El este, de asemenea, cunoscut pentru o serie de desene despre care se crede că ar fi profetice și pe care le-a realizat de-a lungul vieții sale.
Ufologul Fabio Zerpa în cartea sa Benjamin Solari Parravicini: Nostradamus al Americii afirmă că artistul a susținut că o navă spațială extraterestră l-a răpit în timp ce stătea pe o bancă pe un trotuar din Nueve de Julio Avenue (în inima orașului Buenos Aires) și a fost abordat de două ființe cu ochi albicioși.
În general, profețiile lui Solari au fost foarte ambigui și ar putea fi adaptate la orice eveniment.

## Lucrări artistice (Expoziții )
- 1927 – Exposición Comunal
- 1929 – Amigos del Arte, Buenos Aires
- 1935 – Camati
- 1947 – Association for the promotion of arts